# Oliver Braude
Oliver Braude, né le 21 février 2004 à Oslo en Norvège, est un footballeur norvégien qui joue au poste d'arrière droit au SC Heerenveen.

## Biographie

### En club
Né à Oslo en Norvège Oliver Braude, est formé par le Vålerenga Fotball. Lors de l'été 2021, il rejoint le SC Heerenveen, aux Pays-Bas, afin d'y poursuivre sa formation. Le transfert est officialisé le 20 février 2021.
Il joue son premier match en professionnel avec Heerenveen, le 20 août 2023 lors d'une rencontre de championnat face au FC Utrecht. Il entre en jeu à la place de Hussein Ali et son équipe s'impose par deux buts à zéro.
Le 28 novembre 2023, Braude prolonge son contrat avec le SC Heerenveen, étant désormais lié au club jusqu'en juin 2027,.

### En sélection
Oliver Braude représente la Norvège en sélection, faisant ses débuts avec les moins de 17 ans, jouant un seul match en 2021.
Il apparaît ensuite avec les moins de 18 ans pour un total de neufs matchs joués, tous en 2022.
Braude joue son premier match avec l'équipe de Norvège espoirs le 21 mars 2024, lors d'un match amical contre les Pays-Bas. Il entre en jeu à la place de Fredrik Sjøvold et son équipe s'impose par deux buts à un,.